# Hédi Annabi

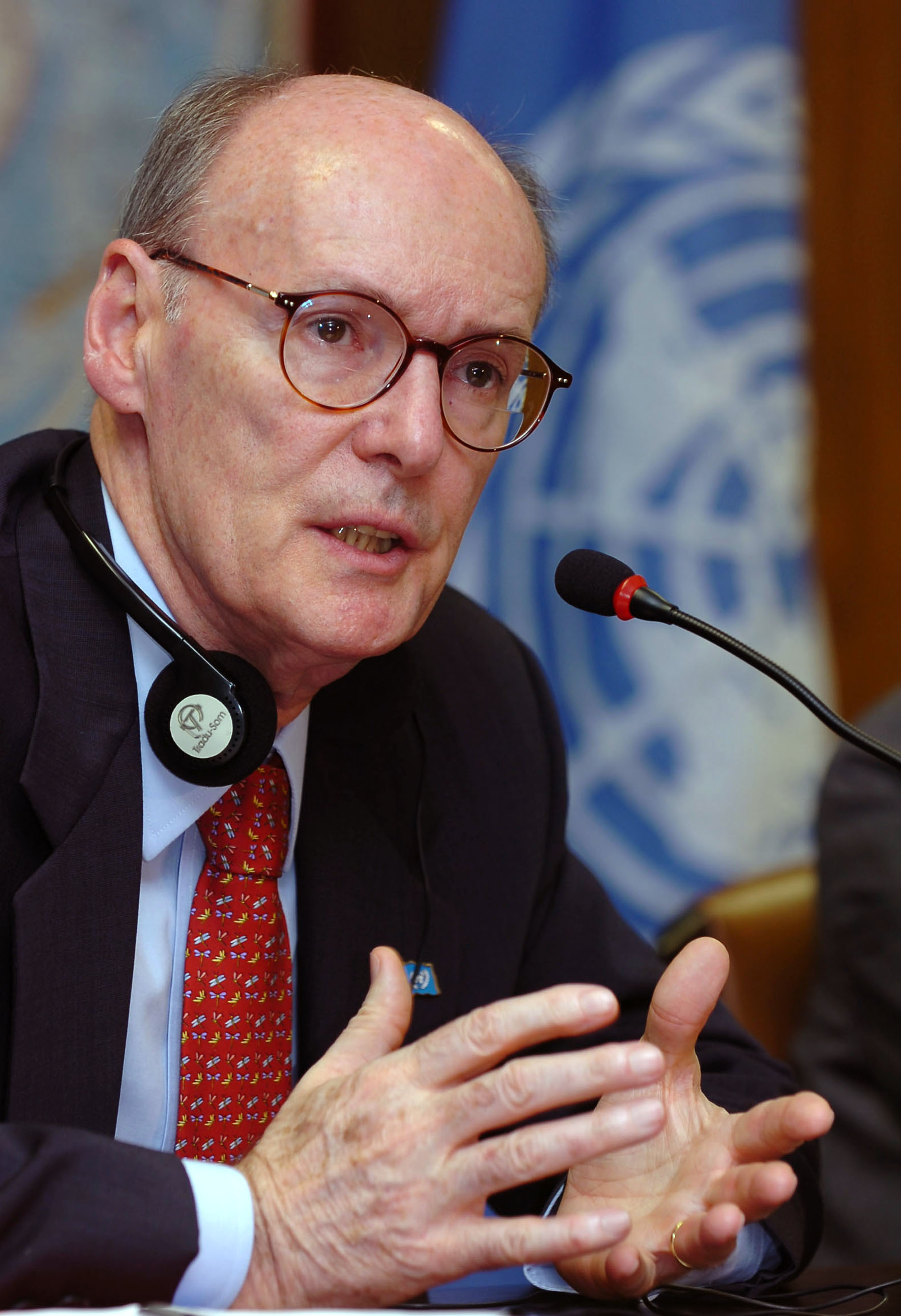
Hédi Annabi

Hédi Annabi (ur. 4 września 1944, zm. 12 stycznia 2010 w Port-au-Prince, na Haiti) – dyplomata tunezyjski, specjalny przedstawiciel sekretarza generalnego ONZ. Trzeci szef Misja Stabilizacyjna Narodów Zjednoczonych na Haiti (MINUSTAH) (od września 2007 do stycznia 2010). Od 1997 do 2007 był podsekretarzem generalnym ONZ w Departamencie Operacji Pokojowych.
Jedna z ofiar trzęsienia ziemi na Haiti.